# Ferrari P
Ferrari 250/275/330 P är en serie sportvagnar, tillverkade av den italienska biltillverkaren Ferrari mellan 1963 och 1967.

## Bakgrund
I slutet av femtiotalet revolutionerade Cooper motorsporten med sina mittmotordrivna bilar i formel 1. Ferrari hakade på trenden, först med sina formelbilar och från 1961 även på sportvagnarna, när man introducerade den lilla sexcylindriga Dino 246 SP. Till säsongen 1963 kom så en ny generation stora sportvagnsprototyper.

## Utveckling

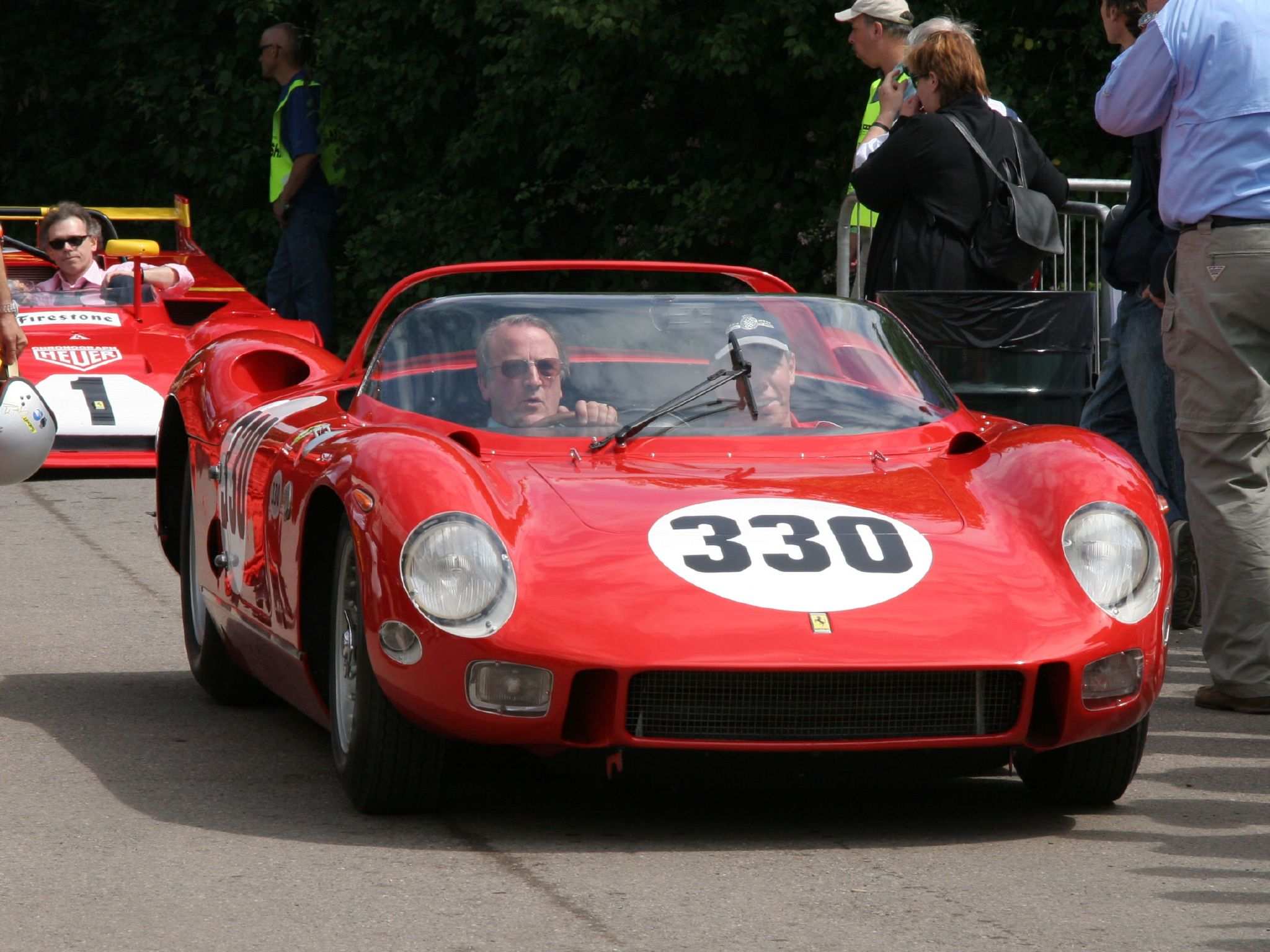
Ferrari 330 P

### 250/275/330 P
1963 tävlade Ferrari med 250 P. Bilen byggde till stor del på den mindre Dino 246 SP, medan motorn hämtades från företrädaren Testa Rossa.
Till 1964 fick bilen större motorer. 275 P hade en 3,3-litersmotor och 330 P en 4-litersvariant.

### 250 LM
Ferrari hade dominerat GT-klassen under många år med modellerna 250 SWB och 250 GTO. Till säsongen 1964 ville man ersätta dessa med 250 LM. Det var i praktiken en 250 Prototyp med täckt kaross, men Ferrari hävdade envist att det bara var en lätt utveckling av företrädaren och att den skulle godkännas som GT-bil. FIA hade dock tröttnat på Shelbys och Ferraris trixande med regelverket under tidigare år och vägrade gå med på sådana argument. Reglementet sa att 100 bilar måste byggas under ett år och eftersom Ferrari bara fått ihop 32 bilar godkändes inte LM-modellen i GT-klassen. Ferrari sålde istället bilarna till privatstall som tävlade med dem i prototypklassen.

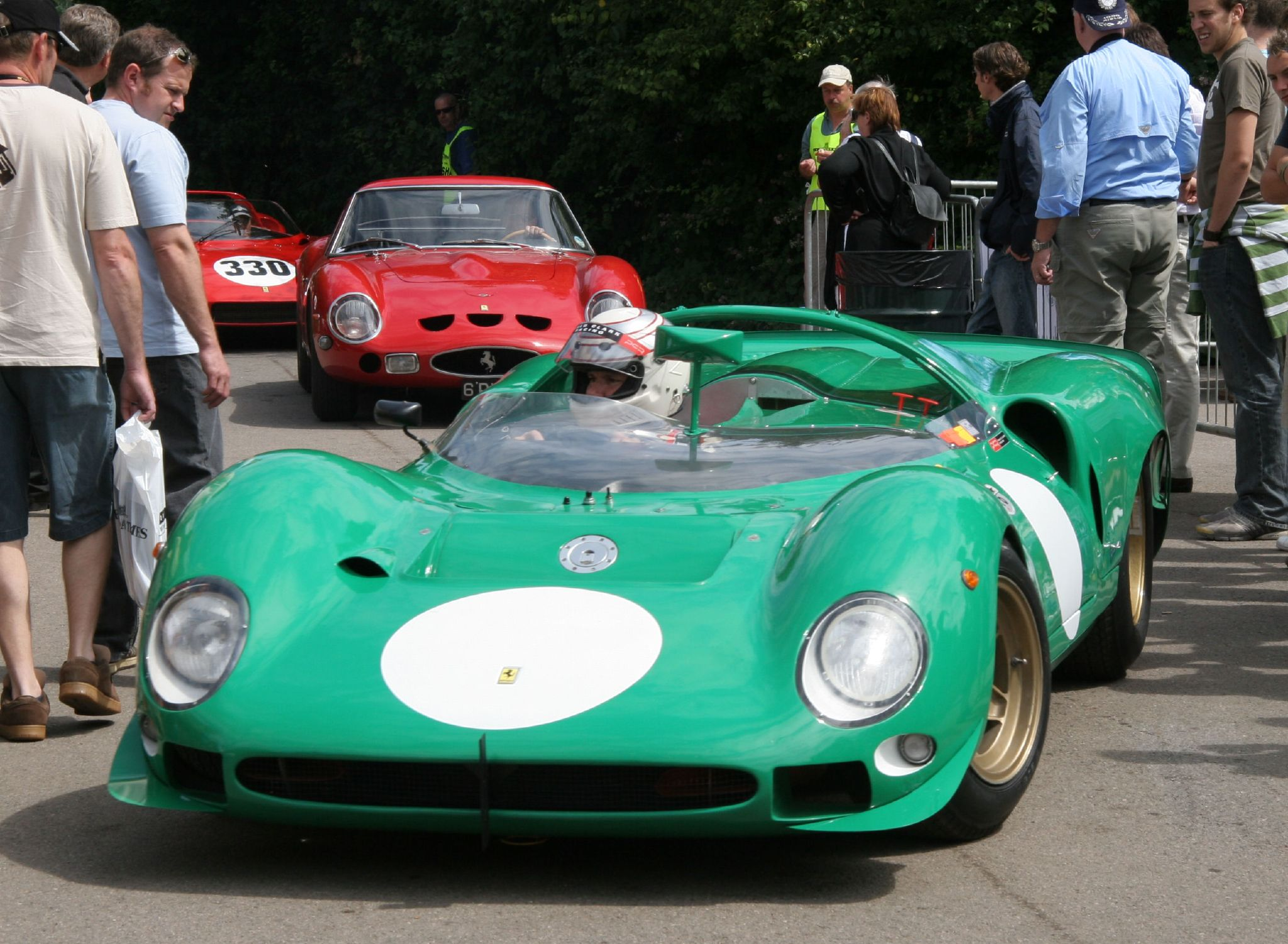
Ferrari 330 P2

### 275/330 P2
Till 1965 fick bilarna ett lättare chassi och en mer aerodynamisk kaross. För privatstallen byggde Ferrari en variant med 4,4-litersmotor, kallad 365 P.

### 330 P3
Till 1966 ändrade FIA reglerna angående vindrutans bredd. Detta gjorde att Ferrari kunde ta fram en ny smalare kaross, vilket gav högre toppfart. Samtidigt bytte Ferrari ut de klassiska Weber-förgasarna mot en modernare bränsleinsprutning, vilket gav en starkare och mer flexibel motor. Varianten 412 P, för privatstallen, fick dock behålla förgasarna för att inte konkurrera med fabriksbilarna.

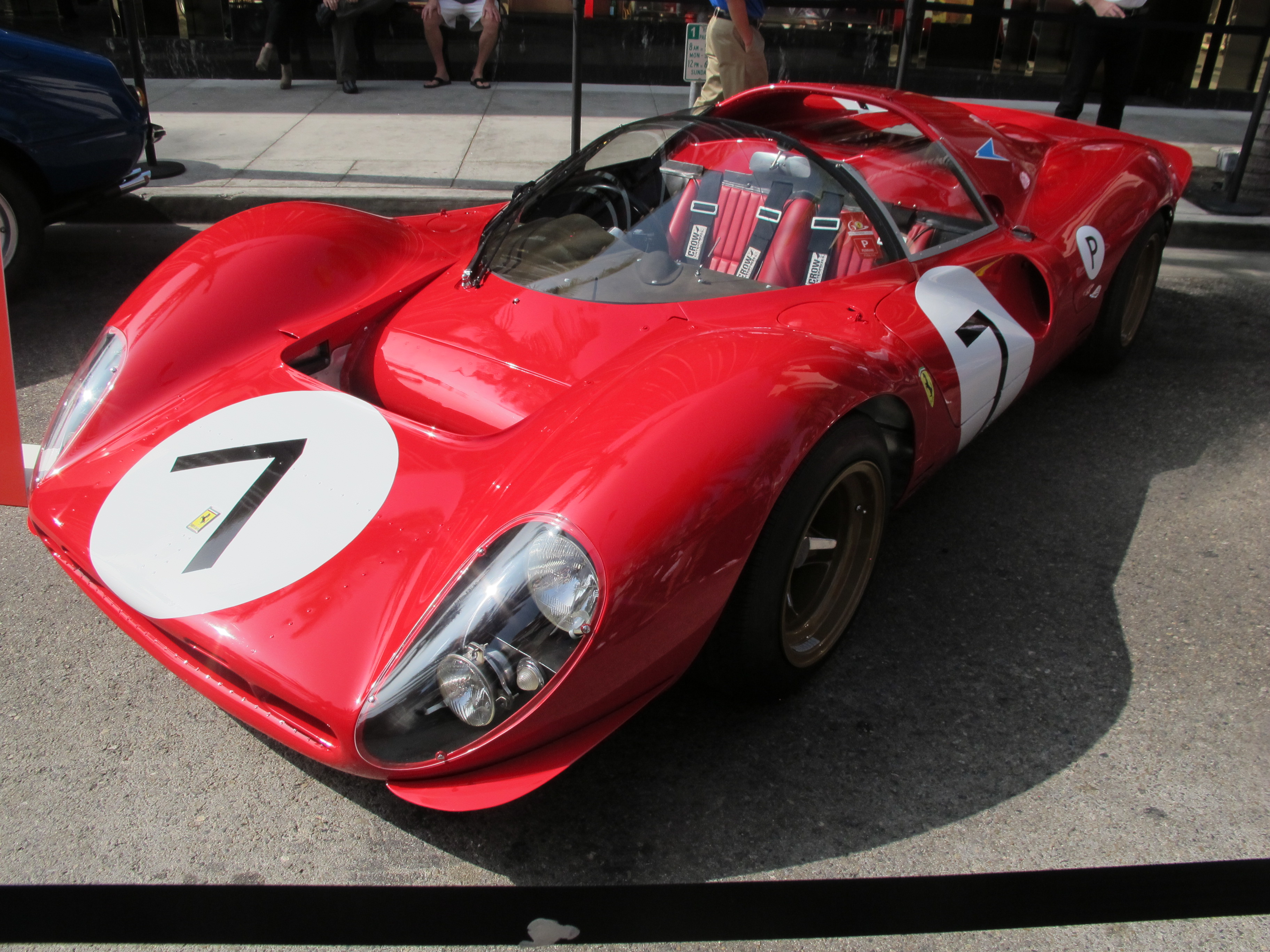
Ferrari 330 P4

### 330 P4
Till 1967 fick bilarna en ny motor med tre ventiler per cylinder, hämtad från de samtida formel 1-bilarna.
Året därpå ändrade FIA återigen reglementet och begränsade motorstorleken för prototyperna till tre liter, samtidigt som man införde en ny GT-klass med femlitersmotorer för bilar byggda i 50 exemplar. Ferraris bilar hamnade mitt emellan och man valde att dra sig ur sportvagnsserien 1968, för att ta fram en ny, konkurrenskraftig bil.

## Tekniska data
| Tekniska data               | 250 P                                                            | 275 P                                                            | 330 P2                                                           | 330 P3                                                           | 330 P4                                                                |
| --------------------------- | ---------------------------------------------------------------- | ---------------------------------------------------------------- | ---------------------------------------------------------------- | ---------------------------------------------------------------- | --------------------------------------------------------------------- |
| Motor:                      | Mittmonterad 12-cylindrig V-motor                                | Mittmonterad 12-cylindrig V-motor                                | Mittmonterad 12-cylindrig V-motor                                | Mittmonterad 12-cylindrig V-motor                                | Mittmonterad 12-cylindrig V-motor                                     |
| Cylindervolym:              | 2953 cm³                                                         | 3286 cm³                                                         | 3967 cm³                                                         | 3967 cm³                                                         | 3967 cm³                                                              |
| Borrning x slaglängd:       | 73,0 x 58,8 mm                                                   | 77,0 x 58,8 mm                                                   | 77,0 x 71,0 mm                                                   | 77,0 x 71,0 mm                                                   | 77,0 x 71,0 mm                                                        |
| Kompression:                | 9,8:1                                                            | 9,7:1                                                            | 9,5:1                                                            | 8,8:1                                                            | 11,0:1                                                                |
| Max effekt vid varvtal:     | 315 hk vid 7 500 v/min                                           | 320 hk vid 7 500 v/min                                           | 370 hk vid 7 200 v/min                                           | 420 hk vid 8 000 v/min                                           | 450 hk vid 8 000 v/min                                                |
| Max vridmoment vid varvtal: |                                                                  | 294 Nm vid 5 500 v/min                                           |                                                                  |                                                                  |                                                                       |
| Ventilstyrning:             | En överliggande kamaxel per cylinderrad, 2 ventiler per cylinder | En överliggande kamaxel per cylinderrad, 2 ventiler per cylinder | En överliggande kamaxel per cylinderrad, 2 ventiler per cylinder | En överliggande kamaxel per cylinderrad, 2 ventiler per cylinder | Dubbla överliggande kamaxlar per cylinderrad, 3 ventiler per cylinder |
| Bränslesystem:              | 6 Weber 38 DCN                                                   | 6 Weber 38 DCN                                                   | 6 Weber 38 DCN                                                   | Lucas bränsleinsprutning                                         | Lucas bränsleinsprutning                                              |
| Växellåda:                  | 5-växlad manuell                                                 | 5-växlad manuell                                                 | 5-växlad manuell                                                 | 5-växlad manuell                                                 | 5-växlad manuell                                                      |
| Hjulupphängning fram & bak: | Dubbla tvärlänkar, skruvfjädrar, krängningshämmare               | Dubbla tvärlänkar, skruvfjädrar, krängningshämmare               | Dubbla tvärlänkar, skruvfjädrar, krängningshämmare               | Dubbla tvärlänkar, skruvfjädrar, krängningshämmare               | Dubbla tvärlänkar, skruvfjädrar, krängningshämmare                    |
| Bromsar:                    | Hydrauliska skivbromsar                                          | Hydrauliska skivbromsar                                          | Hydrauliska skivbromsar                                          | Hydrauliska skivbromsar                                          | Hydrauliska skivbromsar                                               |
| Chassi & kaross:            | Fackverksram av stål med aluminiumkaross                         | Fackverksram av stål med aluminiumkaross                         | Fackverksram av stål med aluminiumkaross                         | Fackverksram av stål med aluminiumkaross                         | Fackverksram av stål med aluminiumkaross                              |
| Hjulbas:                    | 240 cm                                                           | 240 cm                                                           | 240 cm                                                           | 240 cm                                                           | 240 cm                                                                |
| Torrvikt:                   | 850 kg                                                           | 850 kg                                                           | 800 kg                                                           | 790 kg                                                           | 790 kg                                                                |
| Toppfart:                   |                                                                  | 295 km/h                                                         |                                                                  | 310 km/h                                                         |                                                                       |

## Tävlingsresultat

### Sportvagns-VM 1963
Säsongen 1963 tävlade fabriksstallet med 250 P. Bilen tog sin första seger på Sebring 12-timmars, med John Surtees / Ludovico Scarfiotti på första och Willy Mairesse / Nino Vaccarella / Lorenzo Bandini på andra plats. På Nürburgring 1000 km vann John Surtees / Willy Mairesse, medan Le Mans 24-timmars vanns av Lorenzo Bandini / Ludovico Scarfiotti. Detta var första segern på Le Mans för en mittmotorbil.
Världsmästerskapet var vid den här tiden uppdelad i en rad olika klasser, men Ferrari tog hem segern i den viktiga stora prototypklassen.

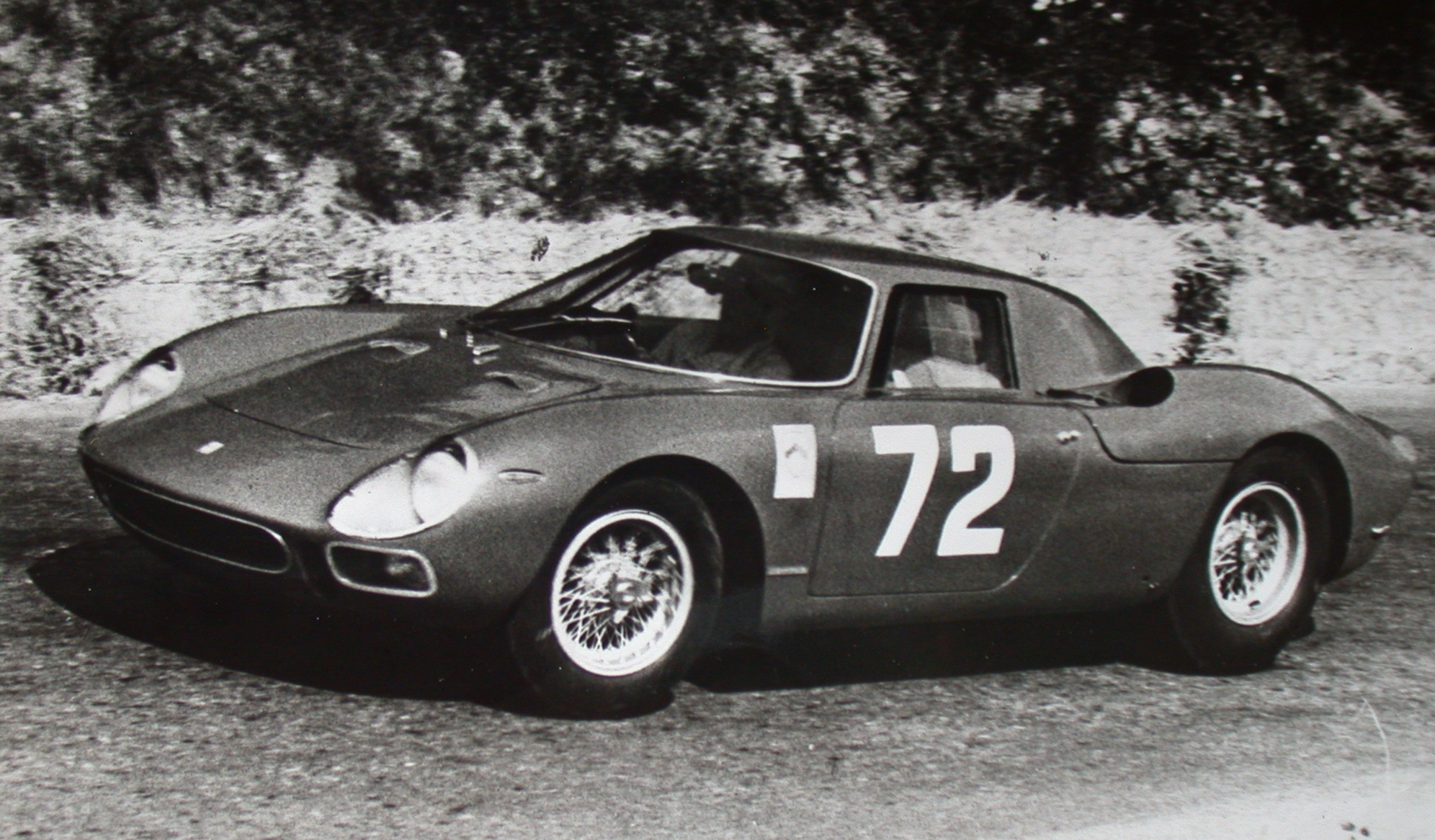
Ludovico Scarfiotti i en 250 LM 1964.

### Sportvagns-VM 1964
Säsongen 1964 tog Ferrari återigen tre segrar. På Sebring 12-timmars vann Mike Parkes / Umberto Maglioli i en 275P, före Ludovico Scarfiotti / Nino Vaccarella i en 275P och med John Surtees / Lorenzo Bandini i en 330P på tredje plats. På Nürburgring 1000 km vann Ludovico Scarfiotti / Nino Vaccarella i en 275P. På Le Mans 24-timmars tog Ferrari ännu en trippelseger, med Jean Guichet / Nino Vaccarella i en 275P på första, Graham Hill / Joakim Bonnier i en 330P på andra och John Surtees / Lorenzo Bandini i en 330P på tredje plats.
Säsongen slutade med ännu en mästerskapstitel för Ferrari i stora prototypklassen.

### Sportvagns-VM 1965
Säsongen 1965  fick fabriksstallet nöja sig med två segrar. Targa Florio vanns av Nino Vaccarella / Lorenzo Bandini i en 275 P2 och på Nürburgring 1000 km kom en dubbelseger, med John Surtees / Ludovico Scarfiotti i en 330 P2 på första plats, före Mike Parkes / Jean Guichet i en 275 P2. På Le Mans 24-timmars föll fabriksbilarna bort, en efter en. I deras ställe klev privatstallen fram med sina 250 LM-bilar och bärgade en dubbelseger, med NART-förarna Jochen Rindt / Masten Gregory som segrare, före Pierre Dumay / Gustave Gosselin. Sedan dess har ingen Ferrari vunnit Le Mans.
Detta år tog Ferrari sin tredje raka mästerskapstitel med P-modellen.

### Sportvagns-VM 1966
Säsongen 1966  tog Ferrari två segrar med 330 P3. Monza 1000 km vanns av John Surtees / Mike Parkes och Spa 1000 km vanns av Mike Parkes / Ludovico Scarfiotti.
Ferrari slutade på andra plats i mästerskapet efter Ford.

### Sportvagns-VM 1967
Säsongen 1967 började med en trippelseger på Daytona 24-timmars, med Lorenzo Bandini /Chris Amon i en 330 P4 på första och Mike Parkes / Ludovico Scarfiotti i en 330 P4 på andra plats, före privatförarna Pedro Rodríguez / Jean Guichet i en 330 P3/4. På Monza 1000 km tog Ferrari en dubbelseger, genom Lorenzo Bandini /Chris Amon i en 330 P4 och Mike Parkes / Ludovico Scarfiotti, även de i en 330 P4.
I slutet av säsongen stod Ferrari åter som världsmästare i stora prototypklassen.

### Sportvagns-VM 1968
Säsongen 1968 gjorde FIA:s regeländringar att Ferrari blev chanslösa och fabriksstallet valde att dra sig ur mästerskapet. Privatstallen tävlade vidare i sina gamla bilar, men fick nöja sig med en undanskymd roll i kampen mellan Ford och Porsche.